# Distretto di Pazar (Tokat)
Il distretto di Pazar (in turco Pazar ilçesi) è uno dei distretti della provincia di Tokat, in Turchia.